# Джон Елліс

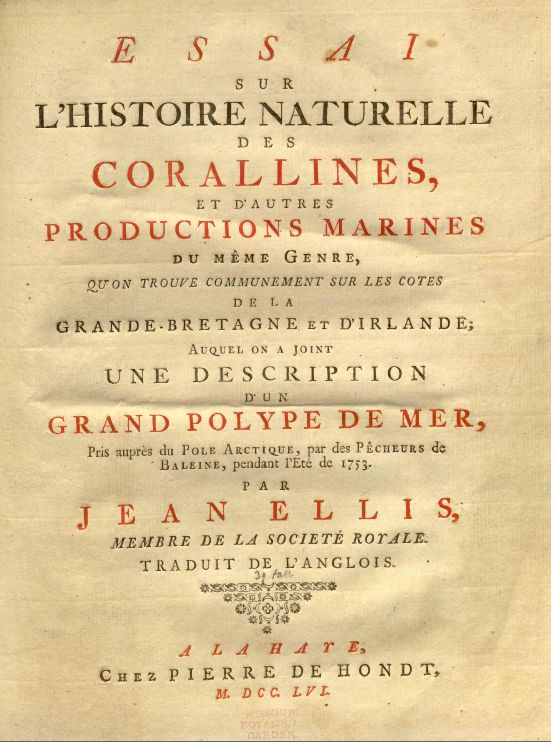
Титульна сторінка французького перекладу «Natural History of the Corallines»

Джон Елліс (англ. John Ellis; 1710–1776) — англійський вчений-натураліст. Член Лондонського королівського товариства (1754).

## Біографія
Займався комерційними справами, але в той же ж час ретельно досліджував та вивчав нижчі морські тварини. Елліс один з перших вчених, які встановили тваринну природу коралових і деяких інших кишковопорожнинних та мохуваток, яких він у більшості випадків збирав сам на берегах Англії. Елліс вперше описав велике число знайдених ним організмів та перший намагався встановити систематику коралів. Окрім цього, Елліс, користуючись для своїх досліджень мікроскопом, сприяв поліпшенню мікроскопічної техніки.
Елліс був назначений королівським агентом у Західну Флориду у 1764 році та у Домініку у 1770 році, у результаті цих подорожей він імпортував до Англії багато тропічних рослин та насіння.
Елліс листувався із багатьма ботаніками, у тому числі і з Карлом Ліннеєм.
Помер Джон Елліс 15 жовтня 1776 року у Лондоні.

## Вшанування пам'яті
На честь Елліса названо два роди рослин: Ellisia (у 1763 році ) та Ellisiophyllum (у 1871 році). .

## Наукові праці
- «An essay towards a natural history of the Corallines etc.» (Лондон, 1755, з 39 табл.);
- «An account of the Sea-Pen, or Pennafcula phosphorea L. etc.» («Phis. Trans.», 1763);
- «On the nature and formation of Sponges» («Phil. Trans.», 1765);
- «On the animal nature of the genus of Zoophytes called Corallina» («Phil. Trans.», 1767);
- «Letter to Dr. Linnaeus on the animal nature of the genus of Zoophytes called Corallina» (Лондон, 1768);
- «Observations on a particular manner of encrease in the animalcula of vegetable infusions etc.» («Phil. Trans.», 1769);
- «On the nature of the Gorgonia etc.» («Phil. Trans.», 1776);
- «The natural history of many curious and uncommon Zoophytes etc.», 1786.